# Centre d'études pédagogiques pour l'expérimentation et le conseil
Pour les articles homonymes, voir CEPEC.
Le CEPEC (Centre d'études pédagogiques pour l'expérimentation et le conseil) est un organisme de formation initiale et continue et de recherche pédagogique situé à Craponne (agglomération lyonnaise) .
Il a actuellement le statut d'association loi de 1901 conventionnée avec l’Enseignement Catholique et l'université catholique de Lyon.
Le CEPEC propose les actions suivantes aux enseignants et formateurs (1er et 2nd degrés), à des responsables pédagogiques ainsi qu'à des personnels administratifs et de direction   
- La formation initiale des enseignants dans le cadre de l’ISFEC 2° degré Rhône-Alpes
- La préparation aux concours : CAER-PC et CAER-PA
- La formation continue d'enseignants sous forme de stages ou d'interventions en établissements scolaires
- La formation universitaire : Master MEEF, Licence des Sciences de l’Éducation,
- La préparation à la certification professionnelle d’enseignants et de cadres pédagogiques ; Titre de formateur, Certification des coordinateurs opérationnels.
- La recherche en pédagogie générale et en didactique des disciplines
- La publication de dossiers pédagogiques, d'ouvrages et de différentes revues didactiques

## Publications
- Pierre Gillet (coll.), Construire la formation, CEPEC/ESF 1997  (ISBN 2-7101-0898-4)
- Charles Delorme (Collectif), L’Évaluation en questions, CEPEC/ESF  (ISBN 2-7101-0965-4)
- 20 ans de formation et d’éducation (Actes du colloque international « Les 20 ans du CEPEC »)  (ISBN 978-2-907756-00-6)
- Gérard Chollet (coll.), La Musimatique : l’interdisciplinarité en actes, CEPEC, 2004  (ISBN 978-2-907756-02-0)
- Vincent Berthet, Laurence Fillaud-Jirari (coll.), Construire des pratiques éducatives locales, CEPEC/Chronique sociale, 2008  (ISBN 978-2-85008-717-2)
- Technologie : Outils pour les unités informatiques, CEPEC, 2006  (ISBN 978-2-907756-81-5)

## International

Le CEPEC a créé une ONG consacrée à la coopération internationale dans le domaine de l'éducation : CEPEC International. Cette structure travaille dans les pays suivants :
- Algérie
- Burkina Faso
- Égypte
- Guinée
- Liban
- Mali
- Maroc
- Niger
- Roumanie
- Sénégal

## Direction
Le CEPEC est dirigé par Sylvie FORNERO